# هیوندای رینا
هیوندای رینا (چینی ساده: 北京现代汽车 瑞纳; پین‌یین: Běijīng xiàndài qìchē ruì nà) یک خودروی سدان است که توسط پکن هیوندای در چین تولید می‌شود. رینا یک کلمه اسپانیایی به معنای ملکه است.

## بررسی اجمالی

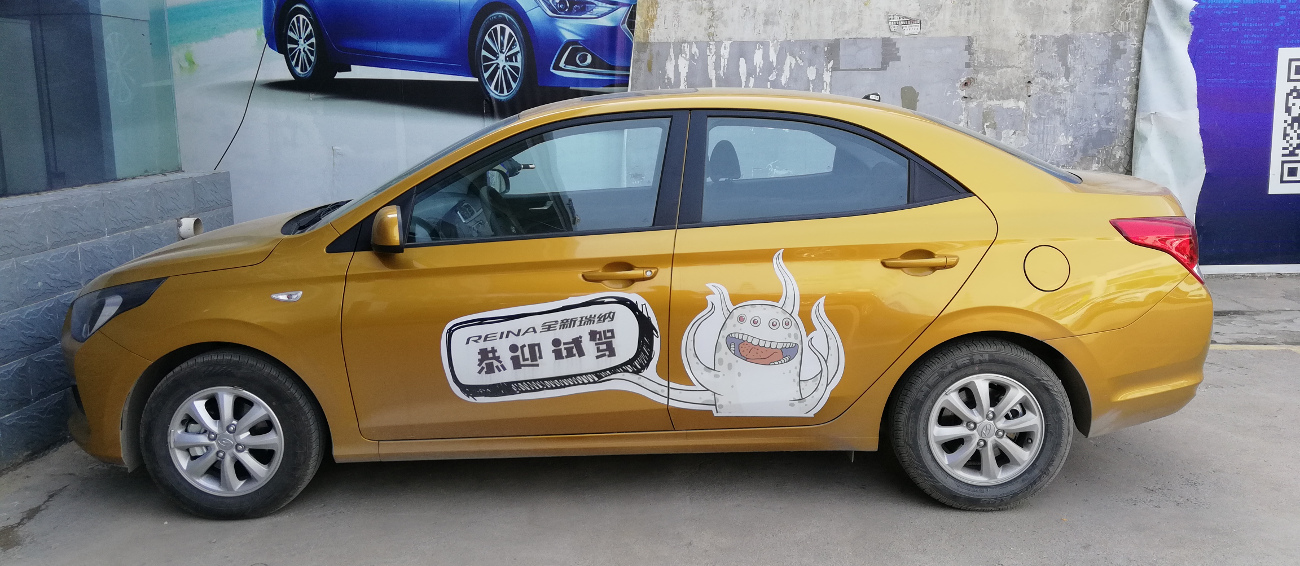
نمای کنار

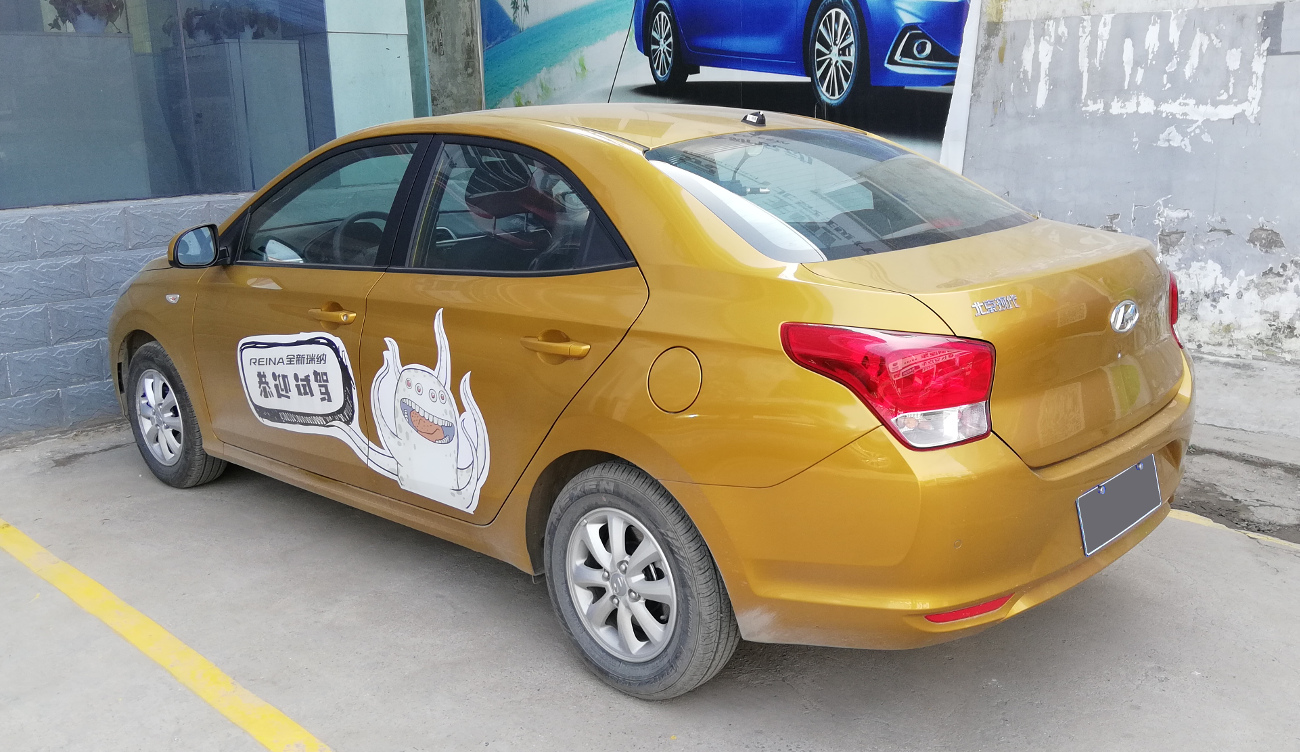
نمای عقب

هیوندای رینا اولین بار در نمایشگاه چونگ کینگ ۲۰۱۷ چین معرفی شد. این خودرو بر اساس پلت فرم پی‌بی استفاده شده در هیوندای ورنا ساخته شده‌است. فاصلهٔ بین دو محور رینا ۲٬۵۷۰ میلیمتر (۱۰۱٫۲ اینچ) است و فضای صندوق عقب آن ۴۷۵ لیتر است. این خودرو از یک موتور ۱٫۴ لیتری کاپا ۲ ام‌پی‌آی آی۴ قدرت می‌گیرد که می‌تواند حداکثر ۹۷ اسب بخار (۹۸ اسب بخار متری؛ ۷۲ کیلووات) قدرت و ۹۳ پوند-فوت (۱۲۶ نیوتن متر؛ ۱۲٫۹ کیلوگرم متر) گشتاور را به چرخ‌های جلو منتقل کند.
فروش رینا در سپتامبر ۲۰۱۷ در چین آغاز شد و این خودرو اولین خودروی تولید شده در کارخانهٔ چونگ‌کینگ هیوندای پکن است. رینا در مارس ۲۰۱۹ در بازار فیلیپین عرضه شد. از سال ۲۰۱۹، رینا به عنوان هیوندای ورنا در آمریکای لاتین مانند کاستاریکا، شیلی و پرو فروخته می‌شود.